# Vasilije Pušica
Vasilije Pušica (Belgrado, Serbia, 12 de septiembre de 1995) es un baloncestista serbio que actualmente pertenece a la plantilla del Twarde Pierniki Toruń de la PLK polaca. Con 1,96 metros de estatura, juega en la posición de base. 

## Trayectoria deportiva
Pušica es un jugador formado en la cantera del KK Partizan.
En 2013, Pušica fue reclutada para asistir a la Sunrise Christian Academy en Bel Aire, un suburbio de Wichita. Durante la temporada 2013-14, promedió 9.3 puntos y 5.0 rebotes por partido.
Durante dos temporadas jugaría con los San Diego Toreros. En la temporada 2014-15, Pušica disputó 30 partidos en los que promedió 4,6 puntos por partido junto con 2,1 rebotes. En la temporada 2015-16, Pušica disputó en 30 partidos en los que promedió 8.3 puntos y 4.0 rebotes.
En 2016, Pušica fue transferido desde los San Diego Toreros a los Northeastern Huskies, quedándose en blanco durante la temporada 2016-17. 
En la temporada 2017-18, Pušica sería el máximo anotador del equipo con 17.9 puntos y repartió 5.1 asistencias por partido. En su segunda temporada con los Huskies, Pušica jugó 27 partidos, en los que promedió 17,4 puntos, 3,8 rebotes y 4,1 asistencias por partido.
Tras no ser drafteado en 2019, el 24 de abril de 2019 regresa a Belgrado para jugar en las filas del KK Partizan.
El 3 de agosto de 2019, firmó con el VL Pesaro de la Lega Basket Serie A italiana. 
El 23 de junio de 2020, Pušica firmó por el Dinamo Sassari de la Lega Basket Serie A italiana, en la que promedió 9,6 puntos y 2,4 asistencias por encuentro. En el conjunto de Sassari también disputó la Basketball Champions League promedió 4,5 puntos y 3 asistencias por partido.
El 21 de julio de 2021, firma por dos temporadas con el Bàsquet Manresa de la Liga Endesa. El 12 de agosto de 2021, tras no superar el reconocimiento médico, el club manresano desestimaría su fichaje.
El 20 de agosto de 2021, firma por el Krepšinio klubas Prienai de la Lietuvos Krepšinio Lyga.
El 16 de noviembre de 2022, firma por el Twarde Pierniki Toruń de la PLK polaca.

## Internacional
Es internacional en las categorías inferiores con la Selección de baloncesto de Serbia.